# بيت ناصر (جبلة)

تعديل مصدري - تعديل

بيت ناصر محلة تابعة لقرية اُدام، التابعة لعزلة الشراعي بمديرية جبلة إحدى مديريات محافظة إب في الجمهورية اليمنية، بلغ تعداد سكانها 145 حسب تعداد اليمن لعام 2004.